# Forge-à-l'Aplé
Forge-à-l'Aplé (ou Forge-à-la-Plez) est un hameau de l'Ardenne belge au bord de l'Aisne. Administrativement il fait partie de la commune de Manhay située dans le nord de la province de Luxembourg (Belgique). Avant la fusion des communes de 1977, Forge-à-l'Aplé faisait partie de la commune de Dochamps.

## Situation
Ce petit hameau ardennais se trouve au confluent de l'Alu et de l'Aisne à l'altitude de 330 m. Il se situe à 7 km de Manhay et d'Érezée.

## Activités
Jadis, l'industrie métallurgique était pratiquée dans des forges. Plus tard, une scierie fut créée. Elle reste aujourd'hui la principale activité du hameau.

## Patrimoine
- Le tramway touristique de l'Aisne qui roule désormais de Pont d'Érezée à Lamorménil fait une halte au hameau.

## Sources et liens externes
- Site de la commune de Manhay